# Павликов
Павликов (чеш. Pavlíkov) је насељено мјесто са административним статусом варошице (чеш. městys) у округу Раковњик, у Средњочешком крају, Чешка Република.

## Становништво
Према подацима о броју становника из 2014. године насеље је имало 1.067 становника.